# هيرمان بانغ
هيرمان يواكيم بانغ (بالدنماركية: Herman Joachim Bang) (ولد في 20 أبريل 1857 - توفي في 29 يناير 1912) هو مؤلف دنماركي.

## سيرة

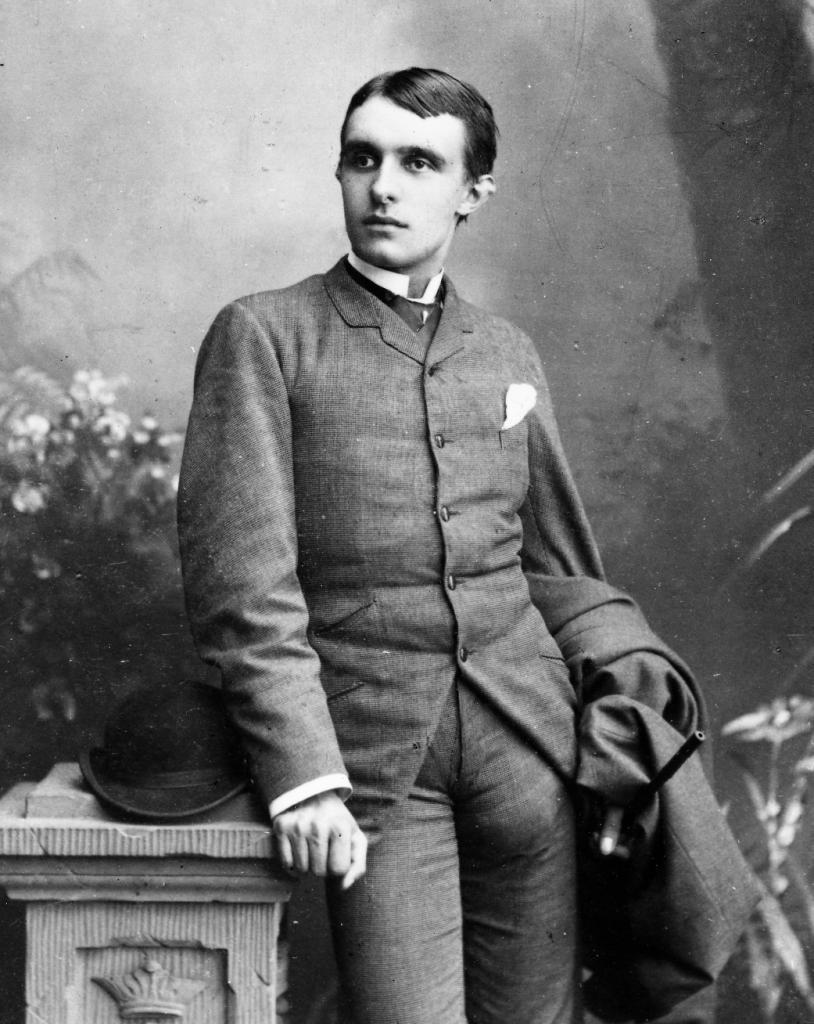
هرمان بانغ في شبابه

ولد بانغ في 20 أبريل 1857 في جزيرة آلس الدنماركية الصغيرة، لعائلة تميز تاريخها بالجنون والمرض.
عندما كان في العشرين من عمره، نشر مجلدين من المقالات النقدية حول الحركة الواقعية.في عام 1880 نشر روايته «عائلات بلا أمل» (بالدنماركية: Haabløse Slægter)، والتي أثارت الاهتمام الفوري. كانت الشخصية الرئيسية في الرواية شابًا كان على علاقة مع امرأة مسنة. كان الكتاب يعتبر فاضحا في ذلك الوقت وتم حظره. بعد قضاء بعض الوقت في السفر وجولة محاضرة ناجحة في النرويج والسويد، استقر في كوبنهاغن وأنتج سلسلة من الروايات ومجموعات من القصص القصيرة التي جعلته يعتبر أحد أهم الروائيين الإسكندنافيين. ومن بين قصصه الأكثر شهرة "Fædra" (عام 1883) و «تينا» (بالدنماركية: Tine) (عام 1889).ومن بين أعماله الأخرى، «البيت الأبيض» (بالدنماركية: Det hvide Hus) (عام 1898)، و«قصص غريب الأطوار» (بالدنماركية: Excentriske Noveller) (عام 1885)، و«وجود هادئ» (بالدنماركية: Stille Eksistenser)
(عام 1886)، و"الحياة والموت (بالدنماركية: Liv og Død) (عام 1899)، و" الملاك مايكل" (بالدنماركية: Englen Michael) (عام 1902)، وديوان قصائد (1889)، ومذكرات، "عشر سنوات" (بالدنماركية: Ti Aar) (عام 1891).
فشل كممثل، واكتسب بانغ الشهرة كمنتج مسرحي في باريس وكوبنهاجن. كان صحافياً مثمراً للغاية، وكتب لصحف دانماركية، ونوردية، وألمانيا. مقالته حول الحريق في قصر كريستيانسبورغ يعتبر علامة بارزة في الصحافة الدنماركية.
اهتم بانغ في المقام الأول بـ«الوجود الهادئ»، والأشخاص المهملين الذين يعيشون مملين ويعيشون حياة غير مهمة. وهو مهتم بشكل خاص بوصف النساء اللاتي يعانين من العزلة. تحكي رواية «على حافة الطريق» (بالدنماركية: Ved Vejen) (عام 1886) عن العاطفة السرية التي لم تتحقق أبداً لزوجة شابة من مدير المحطة، تعيش في زواج قاحل. تحكي رواية تينا (1889)، التي تدور زمن الحربها مع بروسيا عام 1864 كخلفية، قصة حب مأساوية لفتاة شابة في جزيرة آلس. تحكي رواية «ستوك» (بالدنماركية: Stuk) (عام 1887) قصة حب لشاب تتلاشى دون أي تفسير حقيقي. في «هضبة لودفيغ» (بالدنماركية: Ludvigsbakke) (عام 1896) تعشق ممرضة صغيرة حبا صديق طفولتها الضعيف، الذي يتركها في نهاية المطاف، من أجل إنقاذ ممتلكاته من خلال الزواج من وريثة ثرية.
بعض من كتبه، بما في ذلك «تينا» و«على حافة الطريق»، ترجمت إلى العديد من اللغات وتم تصويرها. رواية «الملاك ميكاييل» عام 1902، مبنية على حياة أوغوست رودان، أثبتت شعبيتها بشكل خاص في الاقتباسات في العصر الصامت، بعد أن تم إنتاجها في فيلمين واحد عام 1916، والآخر عام 1924
أكسبت أعمال بانغ شهرة كبيرة له كرائد في الكتابة انطباعية الأوروبية. عان بانغ في السنوات الأخيرة في حياته من الاضطهاد وتدهور حاله الصحي. سافر على نطاق واسع في أوروبا، وخلال جولة محاضرة في الولايات المتحدة، مرض في القطار وتوفي في أوغدن، في ولاية يوتا.

## الحياة الخاصة
كان بانغ مثلي الجنس، وهو أمر ساهم في عزلته في الحياة الثقافية في الدنمارك وجعلته ضحية حملات التشهير. عاش معظم حياته مع أخته، وكان قد أعجب بالصحفي الدنماركي مثلي الجنس كريستيان هومارك (1869-1950)، ولكن لم تقم علاقة بينهما لأن الحب يكن متبادلا بل من طرف بانغ فقط. وقد قضى بضع سنوات يعيش في براغ في 1885-1886، مع الممثل الألماني ماكس أيسفيلد (1863-1935). كان غير مهتم بالسياسة، وكان بعيدًا عن معظم زملائه في الحركة الفنية الطبيعية.

## وصلات خارجية
- هيرمان بانغ على موقع IMDb (الإنجليزية)
- هيرمان بانغ على موقع الموسوعة البريطانية (الإنجليزية)
- هيرمان بانغ على موقع ميوزك برينز (الإنجليزية)
- هيرمان بانغ على موقع قاعدة بيانات الفيلم (الإنجليزية)
- هيرمان بانغ على موقع كينوبويسك (الروسية)
- مؤلفات هيرمان بانغ في مشروع غوتنبرغ
- أعمال أو نبذة عن هيرمان بانغ على أرشيف الإنترنت
- أعمال هيرمان بانغ في ليبري فوكس
- "بانغ، هيرمان (1857–1912)". موسوعة المثلية الجنسية. دار غارلاند للنشر. 1990. ص. 106–7. ISBN:9780824065447. مؤرشف من الأصل في 2022-03-17. (بالإنجليزية)
- "هيرمان بانغ". وزارة الشؤون الخارجية الملكية الدنماركية. مؤرشف من الأصل في 2007-09-30. (بالإنجليزية)